# Военно-воздушные силы Швеции
Военно-воздушные силы Швеции (швед. Svenska flygvapnet) — вид вооружённых сил Швеции.
По состоянию на 2016 г. численность личного состава — 2700 чел., налёт лётчиков: 100-150 часов/год. На вооружении находится 165 боевых и 102 вспомогательных самолётов, 54 вертолёта.

## История
Военно-воздушные силы Швеции были образованы 1 июля 1926 года путём объединения авиационных подразделений, имевшихся к тому моменту в шведской армии и военно-морских силах. Накануне и во время Второй мировой войны ВВС были значительно увеличены и к 1945 году располагали примерно 800 самолётами.
После завершения войны Швеция закупила за рубежом самые современные боевые самолёты на тот момент (P-51 «Мустанг», Де Хэвилэнд «Вампир»), одновременно развивая собственную авиационную промышленность. В 1951 году на вооружение поступил реактивный истребитель Сааб 29 «Туннан», не уступавший по характеристикам лучшим самолётам того времени — советскому МиГ-15 и американскому F-86 «Сейбр».
В 1950-е годы началось строительство шоссе, пригодных для использования в качестве взлётно-посадочных полос (идея, заимствованная у Германии). На 1957 год ВВС Швеции находились на четвёртом месте в мире по количеству самолётов.
За время своего существования шведские ВВС принимали участие в двух вооружённых конфликтах. В ходе советско-финской войны 1939—1940 гг. в Финляндии базировалась добровольческая эскадрилья, участвовавшая в боевых действиях против советской авиации. С 1961 по 1964 год шведская эскадрилья находилась в составе миротворческих сил ООН в Конго (ONUC) и привлекалась к ударам по объектам катанжийских сепаратистов.

## Структура
Шведские ВВС придерживается традиций флота. В том смысле авиафлотилия соответствует авиакрылу/авиаполку, авиадивизион — эскадрилье, авиагруппа — авиазвену.
АВИАЦИОННЫЙ ШТАБ (Flygstaben (FS)) — Гарнизон Уппсала (Аэродром Уппсала-Эрна)
- Скараборгская авиафлотилия[англ.] (F 7) — Сотенес
  - Аэродром Сотенес
    - 71-й боевой авиадивизион[швед.] «Паук» (71. stridsflygdivisionen (Spider)) - JAS 39C/D
    - 72-й боевой авиадивизион «Привидение» (72. stridsflygdivisionen (Ghost)) - JAS 39C/D
    - 73-й транспортный авиаэскадрон (73. transportflygskvadronen) - Tp 84
    - Грипен-центр (Gripencentrum) (переучивание пилотов, авиоремонтный завод и тыловая поддержка самолётов Грипен)
      - лётная подготовка тыпа (Typ InflygningsSkede (TIS))
      - тактическая подготовка тыпа (Grundläggande FlygSlagsUtbildning (GFSU))

  - Аэродром Мальмслетт (Лидчёпинг-Мальмен)
    - специальный авиаэскадрон (specialflygskvadronen)
      - авиазвено ДРЛО - S 100D Argus/ OS100/ Tp100C
      - авиазвено РЭБ и РТР - S 102B Korpen

  - гражданские аэродромы Стокгольм-Арланда (основная авиабаза), Стокгольм-Бромма и Стокгольм-Берга
    - Правительственный авиадивизион (statsflygskvadronen) - Tp 102D
- Уппландская авиафлотилия (Upplands flygflottilj (F 16)) — Уппсала (восстановлена в 14 октября 2021 году)[2]
  - Аэродром Уппсала-Эрна
    - 161-й Батальон боевого управления (161:a Stridslednings- och luftbevakningsbataljonen) 
      - 11-я Рота боевого управления (11. stridsledningskompaniet)
      - 12-я Рота боевого управления (12. stridsledningskompaniet)
      - 13-я Мобильная радиотехническая рота и рота связи (13. rörligt radar- och radiokompani)
      - 14-я Охранительная рота (14. strilförsvarskompaniet)

    - 5-я Базовая часть (5:e basenheten)
    - Школа R3 (Аварийно-спасательная и ремонтная) (R3-skolan (Räddning, Röjning och Reparation))
- Блекингская авиафлотилия[англ.] (Blekinge flygflottilj (F 17)) — Роннебю
  - Аэродром Роннебю-Каллинге
    - 171-й Боевой авиадивизион «Орел» (171. stridsflygdivisionen (Aquila))
    - 172-й Боевой авиадивизион «Аллигатор» (172. stridsflygdivisionen (Gator))
    - 172-й Аэродромный батальон типа 2004 году (172. flygbasbataljonen 04)
    - 17-я Аэродромная егерская рота (17. flygbasjägarkompaniet)

  - Запасный аэродром Хагсхулт (Hagshult flygbas)
  - Военная авиастанция Висбю (Visby militära flygstation) — в отличия от Хестведа Висбю является функциониращая авиабаза в сократеного состава в мирном время.[3]
    - Авиационная часть F 17 Готланд (F 17G)

  - Военно-временный аэродром Хестведа (Hästveda)
    - Авиационная часть (мобилизационная) F 17 Хестведа (F 17 H)
- Норрботтенская авиафлотилия[англ.] (Norrbotten flygflottilj (F 21)) — Лулео
  - Аэродром Лулео-Каллакс
    - 211-й Боевой авиадивизион «Волк» (211. stridsflygdivisionen (Wolf))
    - 212-й Боевой авиадивизион «Далтон» (212. stridsflygdivisionen (Dalton))
    - 218-й Аэродромный батальон типа 2004 году (218. flygbasbataljonen 04)
- Вертолётная флотилия (Helikopterflottilj (Hkpflj)) — Мальмслетт (Лидчёпинг-Мальмен)
  - Аэродром Лулео-Каллакс
    - 1-й Вертолётный эскадрон (Första helikopterskvadron (1.hkpskv)) —  Hkp 14C/D/E (поддержка сухопутных войск)

  - Аэродром Мальмслетт (Лидчёпинг-Мальмен)
    - 2-й Вертолётный эскадрон (Andra helikopterskvadron (2.hkpskv)) — Hkp 15, Hkp 16 (поддержка сухопутных войск)
    - Специальная вертолётная группа (Särskilda helikoptergruppen (SHG)) — Hkp 15, Hkp 16 (поддержка сил спецназа)

  - Аэродром Роннебю-Каллинге
    - 3-й Вертолётный эскадрон (Tredje helikopterskvadron (3.hkpskv)) — Hkp 14F, Hkp 15 (поддержка флота)
- Военно-воздушная школа (Luftstridsskolan (LSS)) — Уппсала
  - Аэродром Уппсала-Эрна
    - Лётная школа (Flygskolan (FlyS)) — Аэродром Мальмслетт (Лидчёпинг-Мальмен)
      - Основная лётная подготовка (Grundläggande Flygutbildning (GFU)) — Sk 60
      - Основная тактическая подготовка (Grundläggande Taktisk Utbildning (GTU)) —  Sk 60

    - Школа лётного персонала (Flygbefälsskolan (FBS))
    - Школа авиатехнического персонала (Basbefälsskolan (BBS))
    - Школа боевого управления и радио-технического дозора (Stridslednings- och luftbevakningsskolan (StrilS))
    - Служба служебных собак вооруженных сил (Försvarsmaktens hundtjänstenhet (FHTE)) (переведена в 2022 году из состава Лейбгвардии в ВВС)

## Боевой состав
| Обозначение формирования или части                                       | Вооружение и оснащение | Место расположения |
| ------------------------------------------------------------------------ | ---------------------- | ------------------ |
| Скараборгская авиафлотилия (F 7) швед. Skaraborgs flygflottilj (F 7)     |                        | Лидчёпинг          |
| Блекингская авиафлотилия (F 17) швед. Blekinge flygflottilj (F 17)       |                        | Роннебю            |
| Норрботтенская авиафлотилия (F 21) швед. Norrbottens flygflottilj (F 21) |                        | Лулео              |
| Вертолётная флотилия швед. Helikopterflottiljen (Hkpflj)                 |                        |                    |
| Военно-воздушная школа швед. Luftstridsskolan (LSS)                      |                        |                    |

Все вертолёты вооружённых сил Швеции находятся в одном вертолётном крыле (Hkpflj), входящем в состав ВВС. Крыло состоит из трех эскадрилий (hkpskv).

## Техника и вооружение

### Авиация
| Тип                           | Изображение | Роль                                | Варианты                      | Количество    | Описание                                                    |
| Истребители                   | Истребители | Истребители                         | Истребители                   | Истребители   | Истребители                                                 |
| ----------------------------- | ----------- | ----------------------------------- | ----------------------------- | ------------- | ----------------------------------------------------------- |
| JAS 39 Gripen                 |             | Многофункциональный истребитель     | - JAS 39C - JAS 39D - JAS 39E | - 71 - 23 - 3 | —                                                           |
| Самолёты ДРЛОиУ               |             |                                     |                               |               |                                                             |
| S 100 Argus                   |             | Самолёт ДРЛОиУ                      | - S 100B - S 100D             | - 1 - 2       | —                                                           |
| Разведчики                    |             |                                     |                               |               |                                                             |
| S 102B                        |             | Самолёт радиоэлектронной разведки   | S 102B                        | 2             | —                                                           |
| Самолёты-заправщики           |             |                                     |                               |               |                                                             |
| TP 84                         |             | Самолёт-заправщик                   | TP 84T                        | 1             | Шведский C-130E2, переоборудованный для заправки в воздухе. |
| Военно-транспортные самолёты  |             |                                     |                               |               |                                                             |
| TP 84                         |             | Средний военно-транспортный самолёт | TP 84D                        | 5             | TP 84D — шведский вариант C-130H2.                          |
| Пассажирские самолёты         |             |                                     |                               |               |                                                             |
| TP 100                        |             | Пассажирский самолёт                | TP 100C                       | 2             | —                                                           |
| TP 102                        |             | Пассажирский самолёт                | TP 102D                       | 1             | —                                                           |
| Учебно-тренировочные самолёты |             |                                     |                               |               |                                                             |
| SK 40                         |             | Учебно-тренировочный самолёт        | SK 40                         | 3             | —                                                           |
| Вертолёты                     |             |                                     |                               |               |                                                             |
| HKP 14                        |             | Многофункциональный вертолёт        | HKP 14                        | 20            | Шведский вариант NH90.                                      |
| HKP 15                        |             | Многофункциональный вертолёт        | HKP 15                        | 18            | Шведский вариант AW109M.                                    |
| HKP 16                        |             | Многофункциональный вертолёт        | HKP 16                        | 15            | Шведский вариант UH-60M.                                    |
| БПЛА                          |             |                                     |                               |               |                                                             |
| UAV 03 Örnen                  |             | Тактический разведывательный БПЛА   | UAV 03                        | 8             | Шведский вариант RQ-7.                                      |

### Вооружение
| «Воздух—воздух»      | «Воздух—воздух» | «Воздух—воздух»                       | «Воздух—воздух» |
| Тип                  | Изображение     | Роль                                  | Описание |
| -------------------- | --------------- | ------------------------------------- | --- |
| RB 98                |                 | РВВ малой дальности с ИКГСН           | Jaktrobot 98 начал поставляться в Вооруженные силы в 2005 году и используется на JAS 39 с 2009 года. |
| RB 99                |                 | РВВ средней дальности с АРЛГСН        | Jaktrobot 99 — шведское обозначение AIM-120B, а позже и AIM-120C-8. В июле 2023 года Швеция получила разрешение Конгресса США на приобретение до 250 AIM-120C-8 и сопутствующего оборудования на сумму до $605 млн. В ноябре 2023 года Управление оборонным оборудованием (FMV) заключило соглашение с США о покупке нового варианта AIM-120. Старый вариант будет продан обратно в США для дальнейшей передачи Украине. |
| RB 101               |                 | РВВ большой дальности с АРЛГСН и ПВРД | В конце апреля 2016 года Управление оборонным оборудованием (FMV) представило новейшее программное обеспечение MS20 парку Gripen ВВС Швеции, что позволило JAS 39C/D стать первым самолётом, способным эксплуатировать ракету Meteor с прямоточным воздушно-реактивным двигателем. Ракета принята на вооружение 11.07.2016.                                                                                              |
| «Воздух—поверхность» |                 |                                       | |
| RB 15F               |                 | Противокорабельная ракета             | Robot 15F — изначально ПКР корабельного базирования, но позже приспособленная и для самолётов. Предназначен для борьбы с кораблями и использует АРЛГСН для поиска цели. Принят на вооружение ВВС в 1989 году. |

## Опознавательные знаки

Опознавательный знак ВВС Швеции
Вариант уменьшенной видимости

## Галерея

### Эволюция опознавательных знаков
| Опознавательный знак | Знак на фюзеляж | Знак на киль | Когда использовался            | Порядок нанесения |
| -------------------- | --------------- | ------------ | ------------------------------ | ----------------- |
|                      | нет             |              | 1914 — 1915                    |                   |
|                      |                 |              | 1915 — 1927                    |                   |
|                      |                 |              | 1927 — 1937                    |                   |
|                      |                 | нет          | 1937 — 1940                    |                   |
|                      |                 | нет          | с 1940 года по настоящее время |                   |